# Лебедь (Красноярский край)
Лебедь — деревня в Туруханском районе Красноярского края, находится на межселенной территории.

## Географическое положение
Деревня находится примерно в 410 км от центра района — села Туруханск, в 46 км от центра сельсовета, посёлка Бор, на правом берегу реки Енисей.

## Климат
Климат резко континентальный, субарктический. Зима продолжительная. Средняя температура января −30 °С, −36 °С[что?]. Лето умеренно тёплое. Средняя температура июля от +13 °С до +18 °С. Продолжительность безморозного периода 73—76 суток. Осадки преимущественно летние, количество их колеблется от 400—600 мм.

## История
Деревня основана в 1764 году. 

## Население
| 2010 |
| ---- |
| 0    |

Постоянное население деревни в 1969 году составляло 39 человек.